# Ànec de l'illa de Maurici
L'ànec de l'illa de Maurici (Anas theodori) és un ocell extint de la família dels anàtids (Anatidae) que habitava lilla de la Reunió i la de Maurici.